# Jerzy Adamczyk
Jerzy Ryszard Adamczyk (ur. w sierpniu 1953 w Warszawie) – polski romanista, dyplomata w stopniu radcy-ministra, konsul generalny w Mediolanie (2012–2016).

## Życiorys
Jerzy Adamczyk ukończył romanistykę na Uniwersytecie Warszawskim oraz studia podyplomowe w Polskim Instytucie Spraw Międzynarodowych, Akademii Spraw Publicznych w Paryżu i w zakresie prawa konsularnego w Instytucie Nauk Politycznych w Paryżu.
Zawodowo związany z polską służbą dyplomatyczną. Pracował jako konsul w Tunisie, w Konsulacie Generalnym w Brukseli, był chargé d’affaires Ambasady RP w Kinszasie. W latach 2003–2009 kierował Wydziałem Konsularnym Ambasady RP w Rzymie. Okres ten przypadał na wstąpienie Polski do Unii Europejskiej, strefy Schengen i wzrost polskiej emigracji zarobkowej w związku z otwarciem włoskiego rynku pracy. Jerzy Adamczyk, dzięki intensywnym działaniom we współpracy z władzami włoskimi, doprowadził do likwidacji tzw. obozów pracy. Podczas jego pobytu zrealizowano także wiele inicjatyw związanych z opieką nad miejscami pamięci we Włoszech (np. cmentarz na Monte Cassino). Następnie wrócił do centrali MSZ na stanowisko naczelnika Wydziału Europy w Departamencie Konsularnym oraz koordynatora ds. opieki konsularnej. Brał udział w pracach zespołu i grupy roboczej ds. zwalczania handlu ludźmi oraz w grupie roboczej ds. pracowników migrujących przy Ministrze Pracy i Polityki Społecznej. Od 2012 do 2016 był konsulem generalnym RP w Mediolanie.
Jerzy Adamczyk zna francuski i włoski. Jest żonaty, ma dwoje dzieci.

## Odznaczenia
- Złoty Krzyż Zasługi (2014)[1]
- Medal „Opiekun Miejsc Pamięci Narodowej”
- Medal „Pro Memoria”